# Archieparchie Asmara
Archieparchie Asmara je archieparchie eritrejské katolické církve, nacházející se v Eritreji.

## Území
Archieparchie zahrnuje region pobřeží Severního Rudého moře, centrální Eritreu a jižní část této země.
Arcibiskupským sídlem je město Asmara, kde se také nachází hlavní chrám - katedrála Kidane Mehret.
Rozděluje se do 59 farností, a to na 23 686 km². K roku 2015 měla 31 850 věřících, 20 eparchiálních kněží, 316 řeholních kněží, 2 trvalé jáhny, 602 řeholníků a 498 řeholnic.

### Církevní provincie
Církevní provincie Asmara zahrnuje 3 sufragánny:
- eparchie Barentu
- eparchie Keren
- eparchie Segheneyti

## Historie
Dne 4. července 1930 byl vytvořen Ordinariát pro katolíky východního ritu Eritrea.
Dne 31. října 1951 byl ordinariát bulou Aethiopica Alexandrini papeže Pia XII. povýšen na apoštolský exarchát Asmara.
Dne 20. února 1961 byl exarchát povýšen na eparchii (diecézi).
Dne 21. prosince 1995 získala eparchie území ze zrušeného apoštolského vikariátu Asmara, a části jejího území byla vytvořena eparchie Barentu a eparchie Keren.
Dne 24. února 2012 byla z další její části vytvořena eparchie Segheneyti.
Dne 19. ledna 2015 byla eparchie bulou Multum fructum papeže Františka povýšena na metropolitní archieparchii.

## Seznam ordinářů, exarchů a biskupů
- Kidanè-Maryam Cassà (1930-1951)
- Ghebre Jesus Jacob (1951-1958)
- Asrate Mariam Yemmeru (1958-1961)
- François Abraha (1961-1984)
- Zekarias Yohannes (1984-2001)
- Menghesteab Tesfamariam, M.C.C.I. (od 2001)